# Puissance active
La puissance active (ou puissance moyenne) est la moyenne temporelle de la puissance instantanée,. Son unité est le  watt. On a donc pour un système en évolution périodique de période temporelle {\displaystyle T} la puissance active :
où p(t) est la puissance instantanée.
C'est donc la définition de la puissance moyenne pour un régime périodique de courant et de tension. À noter que le terme de « puissance active » ne prend son sens que dans le cadre de la méthode de Boucherot qui permet de calculer la puissance consommée par un ensemble de récepteurs linéaires alimenté en tension sinusoïdale.

## Électrocinétique
En électrocinétique, pour un dipôle en régime périodique de période T parcouru par un courant i(t) et ayant à ses bornes la tension u(t), la puissance active est :
{\displaystyle \mathrm {P_{a}} ={\frac {1}{\mathrm {T} }}\int _{0}^{\mathrm {T} }{u(t)i(t)\mathrm {d} t}}
Si
{\displaystyle u(t)=\mathrm {U} {\sqrt {2}}\cos(\omega t)}
et
{\displaystyle i(t)=\mathrm {I} {\sqrt {2}}\cos(\omega t-\varphi )}
alors on montre en intégrant que
{\displaystyle \mathrm {P_{a}} =\mathrm {U} \mathrm {I} \cos(\varphi )},
où {\displaystyle \varphi } est le déphasage entre la tension et le courant et cos({\displaystyle \varphi }) est appelé facteur de puissance. Lorsque le facteur de puissance vaut 1, la puissance active est maximale et correspond alors à la puissance apparente.